# Anglia legjobb szituációs komédiáinak listája
Anglia legjobb szituációs komédiáit a BBC csatorna 2004-ben állította össze szavazatok alapján. 60 000 szavazattal a (Magyarországon még nem ismert) Only Fools and Horses lett a legjobb brit szituációs komédia.
Egy 100-as lista alapján a nézők telefonon, sms-ben vagy a világhálón adhatták le a szavazataikat a legjobb szituációs komédiára.
1. Only Fools and Horses – 342 426 szavazat
2. Fekete Vipera – 282 106 szavazat
3. The Vicar of Dibley – 212 927 szavazat
4. Az ükhadsereg – 174 138 szavazat
5. Waczak szálló – 172 066 szavazat
6. Igenis, miniszter úr! – 123 502 szavazat
7. Porridge – 93 902 szavazat
8. Open All Hours – 67 237 szavazat
9. The Good Life – 40 803 szavazat
10. One Foot in the Grave – 31 410 szavazat
11. Father Ted
12. Keeping Up Appearances
13. Halló, halló!
14. Last of the Summer Wine
15. Steptoe and Son
16. Men Behaving Badly
17. Absolutely Fabulous
18. Red Dwarf
19. The Royle Family
20. Foglalkoznak már Önnel?
21. To the Manor Born
22. Some Mothers Do ’Ave ’Em
23. The Likely Lads
24. Az én kis családom
25. A hivatal
26. Drop the Dead Donkey
27. Rising Damp
28. Dinnerladies
29. As Time Goes By
30. Hancock's Half Hour
31. The Young Ones
32. Till Death Us Do Part
33. Butterflies
34. Dilizsaruk
35. The Fall and Rise of Reginald Perrin
36. Peter Kay’s Phoenix Nights
37. Waiting for God
38. Birds of a Feather
39. Bread
40. Hi-de-Hi!
41. The League of Gentlemen
42. I’m Alan Partridge
43. Just Good Friends
44. 2point4 children
45. Bottom
46. It Ain't Half Hot Mum
47. The Brittas Empire
48. Gimme Gimme Gimme
49. Rab C. Nesbitt
50. Goodnight Sweetheart
51. Up Pompeii!
52. Ever Decreasing Circles
53. A buszon
54. Coupling
55. George and Mildred
56. A Fine Romance
57. Citizen Smith
58. Black Books
59. The Liver Birds
60. Two Pints of Lager and a Packet of Crisps
61. The New Statesman
62. Sykes
63. Please, Sir!
64. Dear John
65. Barbara
66. Spaced
67. Bless This House
68. Love Thy Neighbour
69. Man About the House
70. Desmond's
71. Duty Free
72. All Gas and Gaiters
73. Happy Ever After/Terry & June
74. Only When I Laugh
75. Brass
76. The Rag Trade
77. Sorry
78. Kiss Me Kate
79. Doctor in the House
80. I Didn't Know You Cared
81. Shelley
82. Nearest and Dearest
83. Fresh Fields
84. The Army Game
85. Robin's Nest
86. The Dustbinmen
87. Whoops Apocalypse
88. My Wife Next Door
89. Never the Twain
90. Nightingales
91. Early Doors
92. Agony
93. The Lovers
94. Father, Dear Father
95. Hot Metal
96. …And Mother Makes Three/…And Mother Makes Five
97. Life With The Lyons
98. Marriage Lines
99. A Sharp Intake of Breath
100. No Problem!